# Incursión en el canal de Suez
La Incursión en el Canal de Suez, conocida también como acciones en el Canal de Suez, tuvo lugar entre el 26 de enero y el 4 de febrero de 1915 después de que una fuerza del Ejército otomano liderada por alemanes avanzara desde el sur de Palestina para atacar al Canal de Suez protegido por el Imperio británico, antes del inicio de la Campaña del Sinaí y Palestina de la Primera Guerra Mundial.
Las fuerzas substanciales del Imperio Otomano cruzaron la península del Sinaí, pero su ataque fracasó principalmente debido a defensas fuertemente defendidas y defensores alertas.

## Antecedentes
Desde su apertura en 1869, el Canal de Suez había ocupado un lugar destacado en la política y las preocupaciones británicas. Entre sus grandes ventajas se encuentran la línea de comunicación y el sitio para una base militar, ya que los puertos bien equipados de Alejandría y Port Said hicieron que la región fuera especialmente útil. Sin embargo, la popularidad de los británicos estaba disminuyendo en Egipto ya que a la gente no le gustaba la ocupación y la imposición de un país extranjero y una religión extranjera bajo el control de su país.
La Convención de Constantinopla de 1888 por las potencias europeas garantizó la libertad de navegación del Canal de Suez. En agosto de 1914, Egipto por 5.000 hombres de las Fuerzas en Egipto.

## Preludio
Abbas Hilmi, el reinante Khedive, que se había opuesto a la ocupación británica, estaba fuera del país cuando comenzó la guerra. Cuando los británicos declararon el Protectorado el 18 de diciembre de 1914 depusieron a Abbas Hilmi y promovieron al príncipe Hussein Kamel como el Sultán de Egipto. La población aceptó estos cambios mientras el resultado de la guerra era desconocido y la lucha continuó.
Desde el 2 de agosto de 1914 cuando los ejércitos otomanos se movilizaron, el general de brigada Zekki Pasha al mando del Cuarto ejército otomano en Damasco con el plan de atacar el Canal de Suez, con el apoyo de Djemal Pasha, Comandante en Jefe de Siria y Palestina.

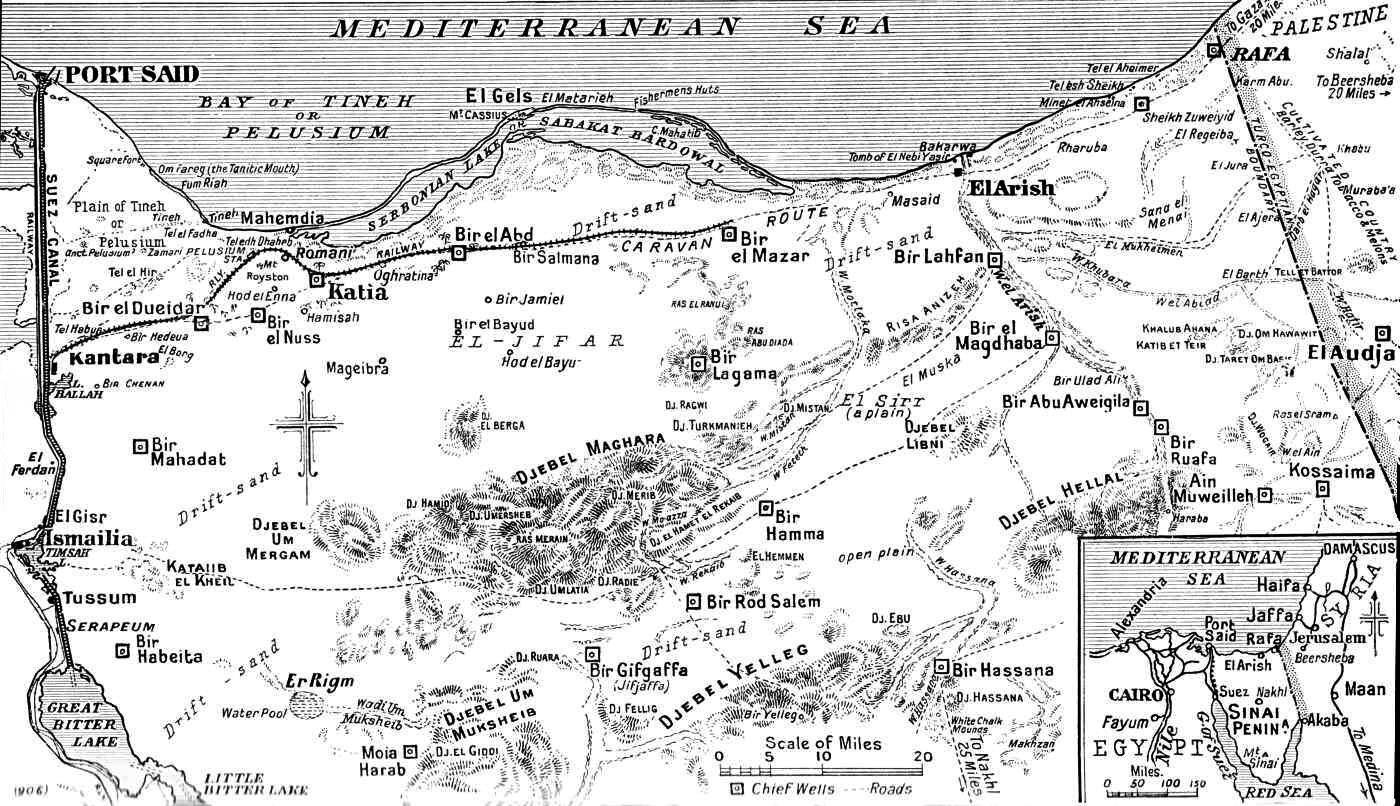
Suez and Sinai region 1917

Las primeras hostilidades ocurrieron el 20 de noviembre cuando una patrulla de 20 hombres del Bikanir Camel Corps fue atacada en Bir en Nuss a 20 millas (32,2 km) al este de Qantara por 200 beduinos. La Bikanir Camel Corps perdió más de la mitad de la patrulla. En diciembre El Arish fue ocupada por una fuerza otomana y se organizó la defensa del canal de Suez. Hubo una sugerencia previa a la guerra de que una fuerza de camellos podía contener a Nekhl justo al sur y en el centro del Imperio Otomano y la frontera egipcia. La dificultad de sostener una fuerza semejante de camellos desde las bases en el lado occidental del Canal de Suez fue reconocida cuando se tomó la decisión de que "la línea obvia de defensa real de la frontera oriental de Egipto es el Canal de Suez".

### Defensas del Canal de Suez
El canal de 100 millas (160,9 km) de largo tenía un ferrocarril que corría a lo largo de toda su longitud y se abastecía de agua del oeste, mientras que solo había pozos de agua salobre hacia el este. La longitud del canal incluida aproximadamente 29 millas (46,7 km) de los Grandes y Pequeños Lagos Amargos y del Lago Timsah, que dividió los tres sectores organizados para la defensa. Éstas eran,
1. Suez to the Bitter Lakes
2. Deversoir to El Ferdan
3. El Ferdan a Port Said, con sede y una reserva general en Ismailia mientras que pequeños destacamentos vigilaban el Sweet Water Canal y el depósito de suministros de Zagazig en la carretera principal de Ismailia a El Cairo.[12]

El tramo norte del canal fue acortado por 20 millas (32,2 km) cortando el banco del Canal en Port Said el 25 de noviembre para inundar una parte del desierto que se extendía hasta El Kab. Otro recorte importante en el banco asiático se realizó el 2 de enero al norte de Qantara y se siguieron pequeñas inundaciones entre Qantara e Ismailia.
On 15 de enero de 1915
Sector I Headquarters at Suez
30th Indian Brigade (the 24th and 76th Punjabis, the 126th Baluchistan Infantry and the 2/7th Gurkha Rifles)
1 Squadron Imperial Service Cavalry Brigade
1 Company Bikaner Camel Corps
half a company of Sappers and Miners
1 Battery Royal Field Artillery (RFA)
1 Indian Field Ambulance
These troops were deployed at the Esh Shat, Baluchistan, El Kubri, Gurkha, Shallufa, Geneffe and Suez posts.
Sector II Headquarters at Ismailia Old Camp
22nd (Lucknow) Brigade (the 62nd and 92nd Punjabis and the 2/10th Gurkha Rifles)
28th Indian Brigade (the 51st Sikhs (Frontier Force) and 53rd Sikhs, the 56th Punjabis and the 1/5th Gurkha Rifles)
1 Squadron Imperial Service Cavalry Brigade
Bikaner Camel Corps (less three and a half companies)
Machine Gun Section of Egyptian Camel Corps
1 Brigade of Territorial RFA
1 Battery Indian Mountain Artillery
2 Field Ambulances
These troops were deployed at the Deversoir, Serapeum East, Serapeum West, Tussum, Gebel Mariam, Ismailia Ferry and Ismailia Old Camp posts.
Sector III Headquarters at Qantara
29th Indian Brigade (the 14th Sikhs, the 69th and 89th Punjabis and the 1/6th Gurkha Rifles)
1 Battalion 22nd Brigade
1 Squadron Imperial Service Cavalry Brigade
half a company of Sappers and Miners
2 Batteries of Territorial Royal Field Artillery (RFA)
26th Battery Mountain Artillery
Armoured train with half company Indian Infantry
Territorial Wireless Section
Indian Field Ambulance
Detachment of Territorial R.A.M.C.
Estas tropas fueron desplegadas en el Ballah, Qantara East, Qantara West, El Kab, Tina, Ras El Esh, Salt Works, New Canal Works y los puestos de Port Said.
- Zagazig Advanced Ordnance Depot fue defendido por un batalló, 32nd (Imperial Service) Brigade
- Sweet Water Canal and the railway were defended by 1 Troop Imperial Service Cavalry Brigade, a half company of Birkanir Camel Corps and a half company of Indian Infantry
- Moascar General Reserve was formed by:

31st Indian Brigade (the 2nd Queen Victoria's Own Rajput Light Infantry), the 27th Punjabis, the 93rd Burma Infantry and the 128th Pioneers
32nd (Imperial Service) Brigade (the 33rd Punjabis, Alwar, Gwalior and Patiala Infantry)
Imperial Service Cavalry Brigade (less three squadrons and one troop)
1 Egyptian R. E. Section (Camels)
1 Egyptian Mountain Battery
2 Sections Field Artillery with Cavalry Brigade
3 Indian Field Ambulances. This force would be supported by warships located in the Suez Canal and the lakes.
En esta serie de puestos se ubicaron trincheras con revestimiento de sacos de arena, protegidas por alambre de púas en la orilla oriental del canal, que cubren principalmente transbordadores con una gran cabeza de puente en el Ferry de Ismailia. Se construyeron tres puentes flotantes en Ismailia, Kubri y Qantara. En la orilla occidental se cavaron trincheras a intervalos entre los puestos.
Estas defensas fueron aumentadas por la presencia en el Canal de Suez del HMS Swiftsure, HMS Clio, HMS Minerva el armed merchant cruiser HMS Himalaya y el HMS Ocean cerca de Qantara, Ballah, Sallufa, Gurka Post y Esh Shatt respectivamente, con el crucero protegido francés D'Entrecasteaux just north of the Great Bitter Lake, el HMS Proserpine en Port Said, the Royal Indian Marine Ship Hardinge al sur del lago Timsah y al norte de Tussum, con el barco de defensa costero francés Requin en el lago Timsah. El canal se cerró todas las noches durante la amenaza.
Dos batallones de la Brigada 32 (Servicio Imperial) se desplegaron al norte del Lago Timsah a Ballah en el Sector II comandado por el General de Brigada H.D. Watson con la Brigada de Infantería de Nueva Zelanda y los Batallones de Otago y Wellington reforzando el Sector I.
Para proteger sus intereses estratégicos, en enero de 1915 los británicos habían reunido unos 70,000 soldados en Egipto. Major-General Sir John Maxwell, un veterano de Egipto y Sudán, fue comandante en jefe y dirigió principalmente las divisiones del ejército indio británico, junto con el 42nd (East Lancashire) Division, formaciones locales y la Australian and New Zealand Army Corps. 30,000 de las tropas estacionadas en Egipto manejaban defensas a lo largo del Canal de Suez. Los otomanos solo tenían tres rutas disponibles para llegar al Canal de Suez a través de la Península del Sinaí, sin caminos y sin agua. Un avance costero que tendría suministros de agua y pistas utilizables, pero estaría dentro del alcance de los buques de guerra de la Royal Navy. Una ruta central desde Beersheba a Ismailia o una vía sur entre El Kossaima y el Canal de Suez.[cita requerida] La ruta central fue elegida ya que proporcionaría a los soldados otomanos pistas adecuadas para seguir una vez que cruzaran el canal.[cita requerida]

### Fuerza atacante
El coronel bávaro Kress von Kressenstein había sido nombrado Jefe de Estado Mayor de la VIII Corps, Fourth Army a su llegada de Constantinopla el 18 de noviembre de 1914. El VIII Cuerpo comprendía cinco divisiones de infantería, la 8ª, 10ª, 23ª, 25ª y 27ª con contingentes de Sinai Bedouins, drusos, kurdos, Mohadjirs, circasianos de Siria y árabes. Estos contingentes musulmanes debían fomentar una revuelta contra los británicos en Egipto. En enero de 1915, la fuerza de Kress von Kressenstein concentró a 20,000 hombres en el sur de Palestina con nueve baterías de campo y una batería de 5.9 inch (15 cm) howitzers.

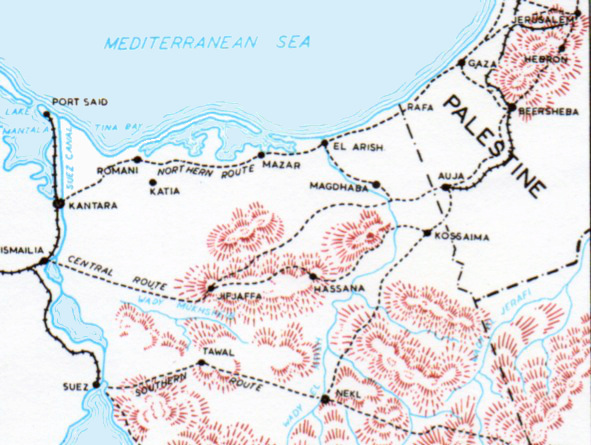
Map shows the 3 ways across the Sinai Peninsula from el Aujah

Esta fuerza que debía cruzar el Sinaí comprendía la 10.ª División de Infantería y un regimiento de caballería y el primer escalafón de unos 13.000 soldados de infantería, incluidas las divisiones 23ª, 25ª y 27ª con 1.500 árabes y ocho baterías de artillería de campaña. Un segundo escalón de 12,000 soldados de infantería estaba compuesto por la 20ª y 23ª Divisiones. El plan era que una sola división de infantería capturara Ismailia y cruzara el canal antes de ser reforzada por una segunda división de infantería que sería apoyada en la orilla este del canal por dos divisiones adicionales. Una nueva división estaría disponible para reforzar la cabeza de puente en la orilla oeste del Canal de Suez.
El Imperio Otomano construyó una línea de ferrocarril desde el ferrocarril Jaffa-Jerusalén en Ramleh corriendo hacia el sur para llegar a Sileh sobre 275 millas (442,6 km) del Canal de Suez durante el otoño de 1914. The 100 millas (160,9 km) tramo del ferrocarril a Beersheba se inauguró el 17 de octubre de 1915. En mayo de 1916 se extendió a Hafir El Auja luego hacia el sur a través de la frontera egipcia, casi llegando al Wadi el Arish en diciembre de 1916 cuando se libró la Batalla de Magdhaba. Ingenieros alemanes dirigieron la construcción de puentes y alcantarillas de piedra Ashlar a lo largo de esta línea ferroviaria construida para mover grandes cantidades de tropas a largas distancias rápidamente y mantenerlos abastecidos a muchas millas de la base.

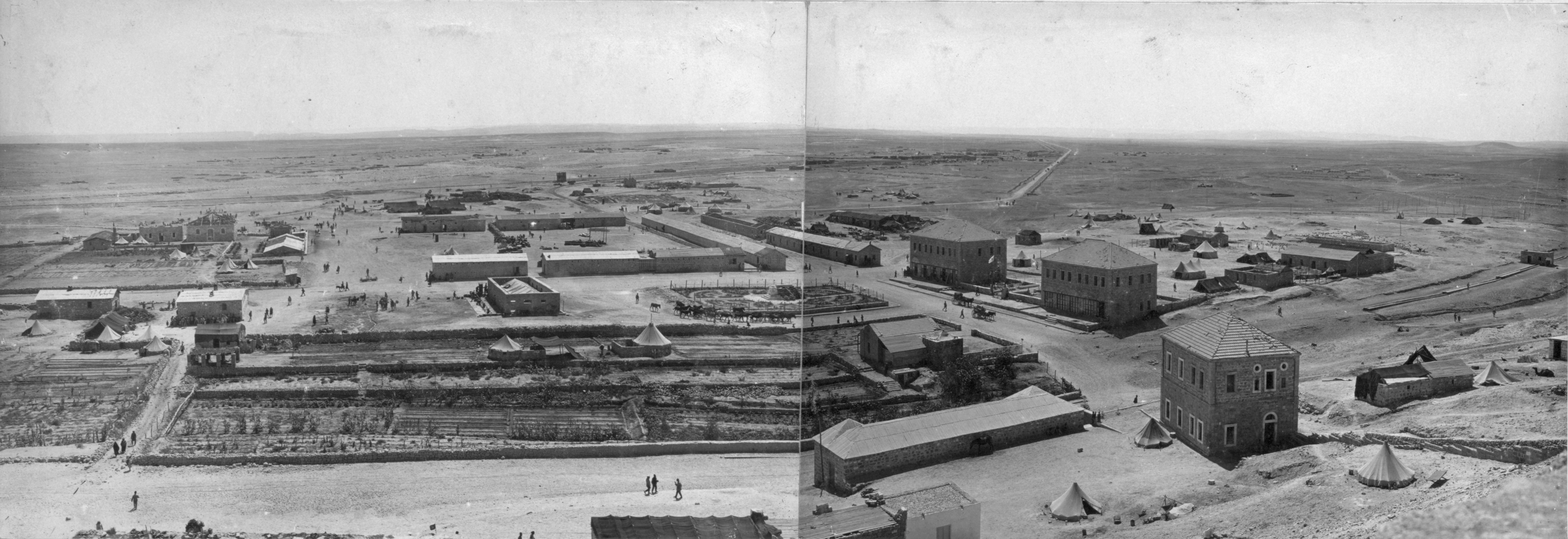
Ottoman military town of Hafir el Aujah, the Principal Desert Base

Cualquier ataque al Canal de Suez requeriría artillería y un tren de enlace para ser arrastrado por el desierto. Dos divisiones otomanas más una en reserva, con unidades de camellos y caballos, estaban listas para partir a mediados de enero. El avance a través del Sinaí tomó diez días, seguido por aviones británicos, a pesar de que los aviones alemanes estacionados en Palestina a su vez ayudaron a los otomanos y luego volaron algunas misiones de bombardeo en apoyo del ataque principal. La fuerza de Kress von Kressenstein se trasladó al sur por ferrocarril, continuando a pie a través del Auja llevando pontones de hierro para cruzar y atacar el Canal de Suez en Serapeum y Russum.
Se sabía en la sede de la Fuerza en Egipto que la 10ª, 23ª y 27ª División se habían reunido cerca de Beersheba. El 11 de enero Nekhl había sido ocupado por una pequeña fuerza otomana. El 13 de enero de 1915, los británicos sabían que pasaban fuertes columnas por el Auja y El Arish. El 25 de enero se informó que un regimiento se acercaba a Qantara. Al día siguiente, se informó de una fuerza de 6.000 soldados 25 millas (40,2 km) al este del Pequeño Lago Amargo en Moiya Harab cuando los defensores en Qantara fueron disparados por parte de la fuerza que se aproximaba. El 27 de enero se cortó el camino de El Arish a Qantara 5 millas (8 km) al este y los puestos de Baluchistán y Kubri fueron atacados.
La fuerza se había movido hacia el Canal de Suez en tres escalones; el grupo principal a lo largo de la ruta central con fuerzas más pequeñas en las rutas norte y sur.
El grupo del norte de unos 3.000 hombres se trasladó a través de Magdhaba a  El Arish y desde allí a lo largo de la ruta del norte hacia Port Said. El grupo central de unos 6.000 o 7.000 hombres se trasladó a través de las cisternas de agua en Moiya Harab y los pozos en Wady um Muksheib y Jifjafa hacia Ismaília. Esto fue en el punto medio del Canal de Suez, cerca del vital tren británico y el equipo de bombeo de agua. La fuerza principal marchó de Beersheba a través de El Auja e Ibni, entre las colinas de Maghara y Yelleg a Jifjafa e Ismailia. El tercer grupo de aproximadamente 3.000 se trasladó vía Nekl hacia el sur, hacia la ciudad de Suez, en el extremo sur del canal de Suez. La fuerza principal fue atacada por lanzamiento de bombas de 20 libras (9,1 kg).
Dos columnas de flanqueo más pequeñas de esta fuerza otomana realizaron ataques secundarios el 26 y el 27 de enero de 1915 cerca de Qantara en el sector norte del Canal de Suez y cerca de la ciudad de Suez en el sur.

## Batalla

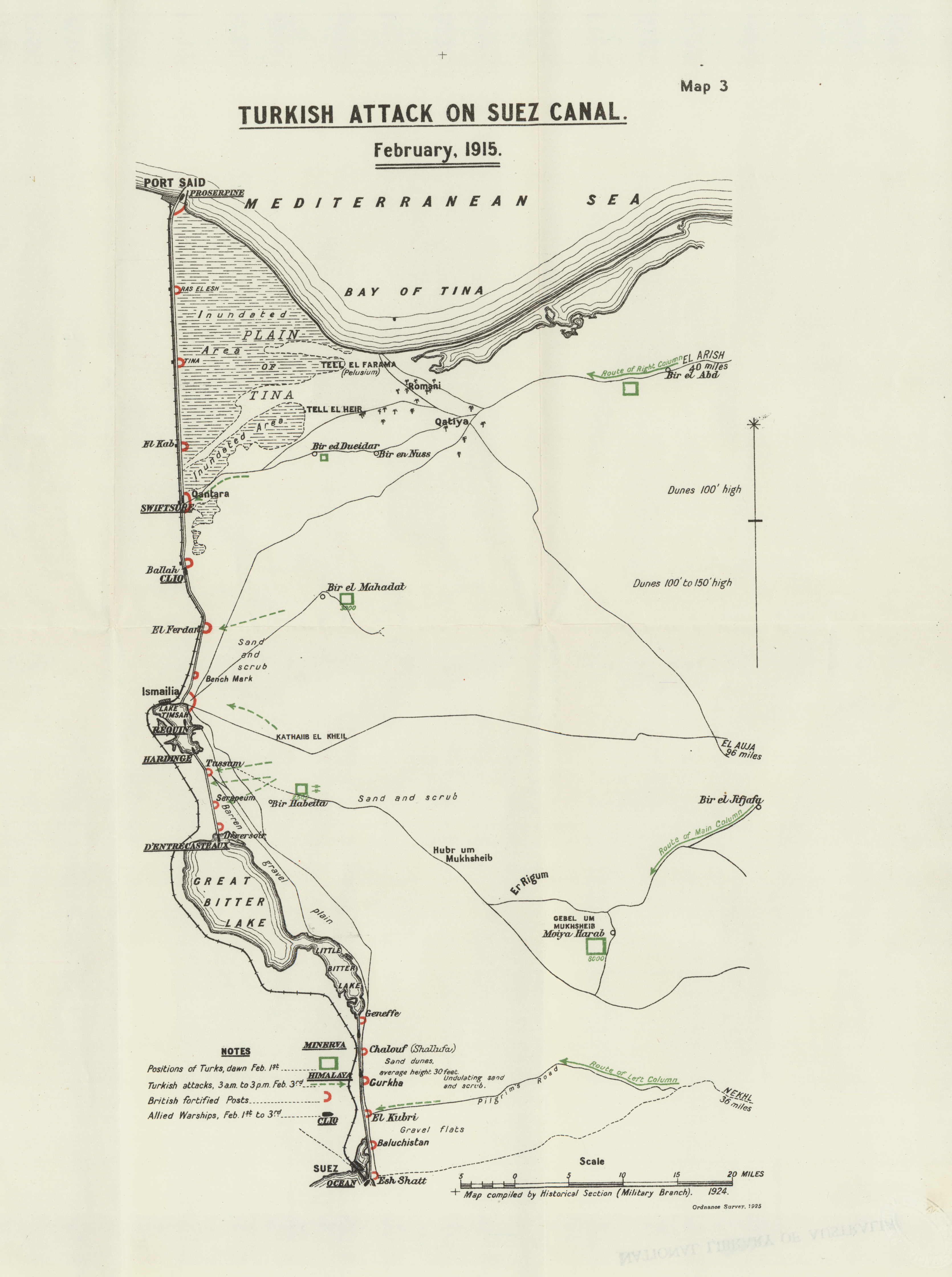
Attacks on the Suez Canal

Desde el 31 de enero, los defensores británicos esperaban un ataque y, al 1 de febrero, al menos 2.500 atacantes de infantería estaban 6 millas (9,7 km) al este de Serapeum con dos armas, otra fuerza de 8,000 estaba en Moiya Harab 30 millas (48,3 km) al sureste y una tercera fuerza de 3.000 estaba en Bir el Mahadat 10 millas (16,1 km) al este al noreste de El Ferdan. En la retaguardia de estas fuerzas había "fuerzas considerables" en Bir el Abd 40 millas (64,4 km) desde el Canal, en El Arish y en Nekhl.
La Fuerza Expedicionaria Otomana, moviéndose solo por la noche, creía que había pasado desapercibida, ya que los exploradores habían observado oficiales británicos jugando al fútbol, cuando las fuerzas otomanas ya se habían establecido en un campamento 25 kilómetros (15,5 mi) al este del Canal de Suez. La Fuerza Expedicionaria de Suez de Kress von Kressenstein llegó al Canal el 2 de febrero de 1915 y los otomanos lograron cruzar el Canal de Suez por Ismailia la mañana del 3 de febrero de 1915.
El 2 de febrero, los ligeros movimientos hacia adelante de la fuerza atacante dejaron en claro que el principal ataque sería en el sector central, al norte o al sur del lago Timsah y el tren blindado con cuatro pelotones de infantería neozelandesa y dos pelotones reforzados en la quinta posición de Gurkhas. en la orilla este. La Brigada 22 (Lucknow) (los Punjabis 62 y 92 y los rifles Gurkha 2/10) del Sector II, la 2da Infantería Ligera Rajput de la Reina Victoria, y dos pelotones de los Pioneros 128.
de la reserva general en Moascar, la 19a Lancashire Battery RFA (cuatro cañones de 15 libras), la 5ta batería de artillería egipcia (cuatro cañones de montaña y dos cañones Maxim), dos secciones de la 1.a Compañía de campo East Lancashire Royal Engineers y la 137.a. en posición entre el Gran Lago Amargo y el Lago Timsah.

### 3 de Febrero

#### Tussum y Serapeum

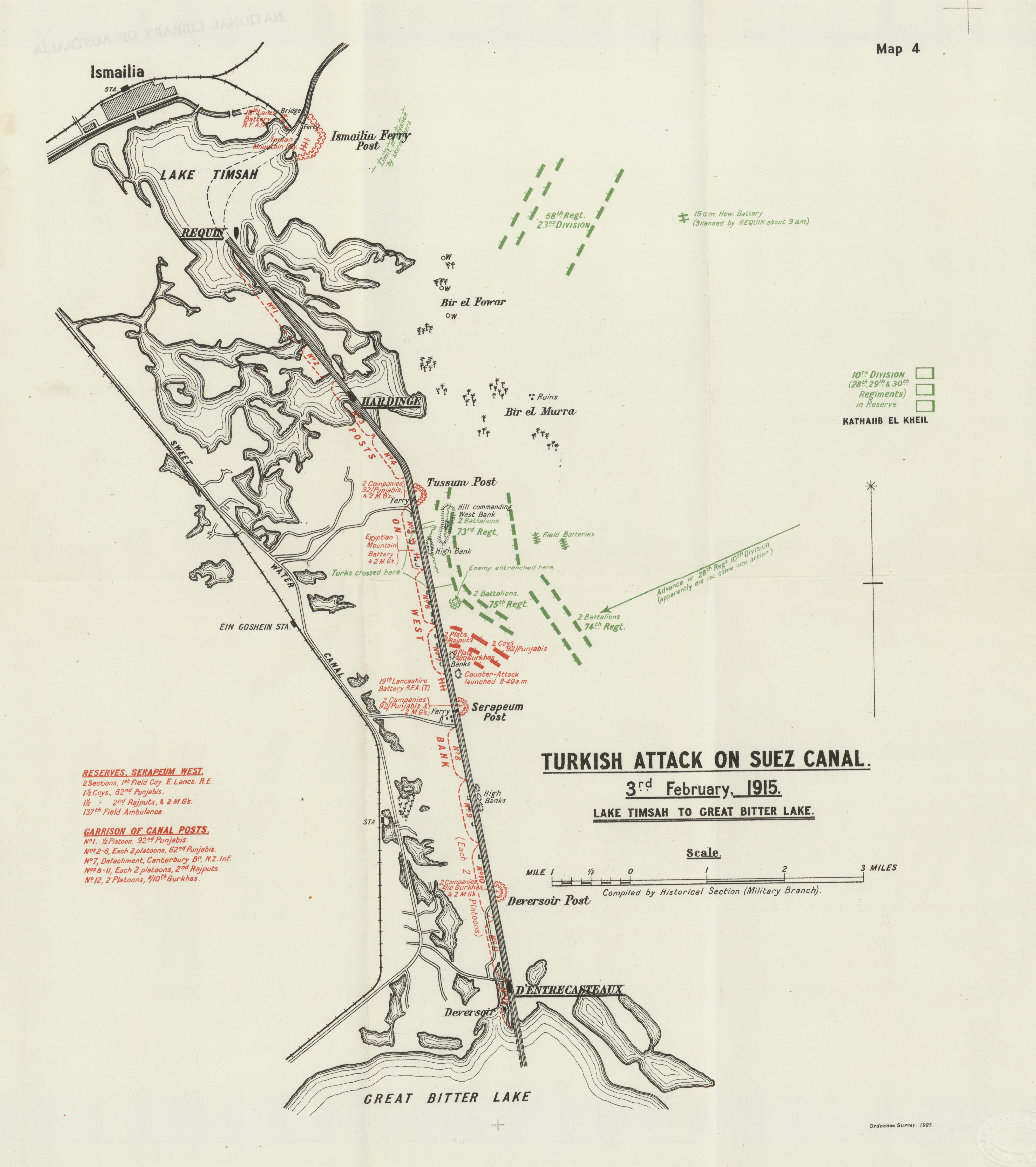
Lake Timsah to Great Bitter Lake

Escuadrones de hombres fueron vistos a la luz de la luna alrededor de las 04:20 del 3 de febrero moviendo pontones y balsas hacia el Canal de Suez. Fueron disparados por una batería egipcia, y el 62 ° Punjabis junto con los pioneros 128 en el puesto n. ° 5 detuvieron la mayoría de los intentos de poner su nave en el agua. Un intento adicional a lo largo de un tramo de 1,5 millas (2,4 km) para llevar pontones y balsas al canal se hizo un poco al norte del primer intento. Tres pontones cargados con tropas cruzaron el canal al amparo de ametralladoras y rifles disparados desde las dunas de arena en la orilla oriental. Cuando aterrizaron en la orilla occidental del canal, los tres botes de soldados fueron atacados y asesinados, heridos o capturados. Cuando el amanecer iluminó el área, la falla del intento de cruzar el canal se completó.
Al amanecer, el Tussum Post fue atacado con el apoyo de la artillería bombardeando las posiciones británicas, los buques de guerra en el Canal y la marina mercante amarrada en el lago Timsah. El Hardinge y el Requin abrió fuego contra grupos de infantería en el desierto y una trinchera otomana 200 yardas (182,9 m) al sur de Tussum Post fue atrapado por fuego enfilado de ametralladoras. Un grupo de aproximadamente 350 soldados otomanos, que ocuparon las trincheras británicas situadas al este y al sur del puesto, fue contraatacado durante el día por el 92º Punjabis. Alrededor de las 15:30 las trincheras fueron recapturadas con 287 bajas o prisioneros.
A las 06:00 se lanzó un segundo ataque, esta vez por desvíos al norte del punto de cruce. El ataque fue controlado por las tropas británicas defensoras y la artillería de los barcos británicos y franceses en el canal. A las 3:00 a.m., el ataque de los otomanos se había agotado y fracasado, y se llevó a cabo una retirada total. Las sedientas tropas otomanas se retiraron a Beersheba, libres de abuso por parte de las fuerzas británicas. 600 soldados otomanos llegaron al otro lado del canal, pero fueron tomados prisioneros.
A las 06:30, el comandante de la Brigada 22 (Lucknow) ordenó un contraataque que comenzó a empujar a los soldados otomanos de los Regimientos 73 y 75 (25ª División) fuera de las trincheras y las dunas de arena al sur de Tussum Post. Dos compañías de los 2 / 10º Gurkhas con ametralladoras se mudaron de Deversoir a Serapeum para unirse a los seis pelotones de la 2.ª Infantería Ligera Rajput de la Reina Victoria, donde cruzaron el canal en ferry. Dos pelotones de la 2da Infantería Ligera de Rajput de la 2da. Reina Victoria, con dos secciones del 92.° Punjabis desde el puesto a su derecha, comenzaron a avanzar por la orilla este hacia Tussum. Este ataque causó que los soldados otomanos rompieran y huyeran de montículos y colinas antes de que se viera una fuerza considerable que consistía en el 74º Regimiento (25ª División) con el 28º Regimiento (10ª División) 3 millas (4,8 km) al noreste soportaba dos baterías. Fuertemente contraatacado, los dos pelotones de la 2.ª Infantería Ligera Rajput de la Reina Victoria y dos pelotones del 92.º Punjabis fueron detenidos, perdiendo a su comandante. Sin embargo, fueron reforzados por los seis pelotones de los 2 / 10º Gurkhas, y junto con el fuego del Requin, D'Entrecasteaux, the armed tug Mansourah and Tug Boat 043 the latter two armed with light guns, they brought the Ottoman attack to a standstill about 1200 yardas (1097,3 m) from the British front line.
Subsequently all the pontoons which could have been used again during the coming night were destroyed by firing two rounds from a torpedo boat's 3-pdr gun into each pontoon, and while two pontoons that had been missed were holed by gun cotton charges.

#### Ismailia Ferry Post
Otra fuerza otomana que avanzaba desde el sudeste ocupaba posiciones atrincheradas 800 yardas (731,5 m) desde las defensas del Canal mientras dos de sus baterías de campo entraron en acción para apoyar los ataques de infantería junto con una batería de obús de 15 cm que abrió fuego desde el desierto. El obús comenzó a apuntar con precisión al Hardinge dando en los embudos aéreos, delanteros y de popa del barco, la chimenea de proa, el cañón de proa y el mecanismo de gobierno forzando a la nave a moverse fuera del alcance para fondear en el Lago Timsah. Subsequently the Requin en su papel de batería flotante se convirtió en el objetivo del obús de 15 cm que comenzó a infligir daños, pero a las 09:00 se identificó la ubicación del obús otomano 9200 metros (10 061,2 yd) away. The ship's 27.4 cm turret gun was ranged between 9000 y 9500 metros (9842,5 y 10 389,3 yd) sacó el obús con la tercera ronda.
La lucha de infantería prácticamente cesó a partir de las 14:00 cerca de Serapeum y Tussum y a las 15:30 cerca de Ismailia mientras la artillería continuaba disparando. La 11th Indian Division se hizo cargo del comando del frente entre el Gran Lago Amargo y el Lago Timsah mientras el Swiftsure tomó el relevo del Hardinge junto con el Ocean mientras que el Hardinge reemplazó al Swiftsure en Qantara. The 7th and 8th Battalions of the 2nd Australian Brigade arrived at Ismailia during the evening.
Se lanzaron ataques menores cuando el fuego fue intercambiado por pequeños destacamentos en El Kubri, El Ferdan mientras el Clio fue atacado por dos cañones de campo otomanos poco después de las 9:00 golpeando el barco dos veces antes de que las armas de campaña fueran silenciadas a las 10:30. En Qantara un ataque más fuerte entre las 05:00 y las 06:00 contra dos piquetes de los 89 Punjabis armados con ametralladoras y rifles fue detenido por las defensas de alambre de púas y fuego pesado. Aquí 36 prisioneros fueron capturados y 20 muertos se encontraron fuera del cable, mientras que otras bajas fueron llevadas por sus camaradas.
Los ataques no lograron sorprender a la Brigada de Caballería del Servicio Imperial y al Bikanir Camel Corps que estaban guarneciendo el canal. Los indios impidieron que la fuerza de von Kressenstein se estableciera en el lado occidental del canal de Suez, sufriendo bajas de unos 150 hombres. Solo dos compañías turcas cruzaron con éxito el canal, y el resto del grupo de avanzada abandonó los intentos de cruzar una vez que los británicos abrieron fuego. Luego, los británicos acumularon tropas en la escena que imposibilitaron otro cruce. Los otomanos mantuvieron sus posiciones hasta la noche del 3 de febrero de 1915, cuando el comandante ordenó la retirada. La retirada procedió "ordenadamente, primero a un campamento a diez kilómetros al este de Ismailia".

### 4 de febrero
La fuerza defensora se sorprendió al descubrir al amanecer del 4 de febrero que la fuerza otomana, aparte de algunos francotiradores, había desaparecido. Dos compañías de la 92.a Punjabis avanzaron hacia el norte a lo largo de la orilla oriental para despejar el área desde Serapeum Post hasta Tussum. Una fuerte retaguardia se encontró a las 08:40 cuando una compañía de cada uno de los 27 °, 62 ° Punjabis y los Pioneros 128 ° reforzaron su ataque cuando 298 prisioneros, incluidos 52 heridos, fueron capturados junto con tres ametralladoras. Otros 59 fueron encontrados muertos.
Al mediodía del 4 de febrero, la Brigada de Caballería del Servicio Imperial, dos batallones de infantería y una Batería de Montaña de la India marcharon desde el Puesto de Ferry de Ismailia. La fuerza vio tres o cuatro regimientos 7 millas (11,3 km) al noreste de Tussum y más al norte, otra columna de infantería se movía hacia el este. Regresaron a la cabeza de puente y capturaron a 25 prisioneros y 70 camellos. En la mañana del día siguiente, el avión observó una concentración de fuerzas al este de Bir Habeita que fue bombardeada, mientras que en el norte se vio una columna que se retiraba a través de Qatiya. Para el 10 de febrero, la única fuerza otomana en el área del canal de Suez era 400 soldados en Rigum.
El cuartel general británico estimó las bajas alemanas y otomanas en más de 2.000, mientras que las pérdidas británicas ascendieron a 32 muertos y 130 heridos. La Fuerza Expedicionaria Otomana de Suez sufrió la pérdida de unos 1.500 hombres, incluidos 716 presos. Había estado al final de sus líneas de suministro para cuando llegó al Canal de Suez. Este "reconocimiento forzoso" mostró al personal de Fourth Army las dificultades que esperarían futuras expediciones.
La oportunidad para un contraataque británico sobre la fuerza otomana no podía aprovecharse, aunque había 70,000 tropas en Egipto en ese momento solo las brigadas de infantería indias estaban altamente capacitadas y la infraestructura necesaria para obtener una gran fuerza rápidamente a través del Canal de Suez no existe. La única fuerza montada disponible era la Brigada de Caballería del Servicio Imperial y las ocho compañías del Cuerpo de Camellos Bikanir, pero éstas se distribuyeron a lo largo de las defensas del Canal de Suez y no pudieron concentrar una fuerza mayor para atacar y capturar tres divisiones de la infantería otomana.

## Consecuencias

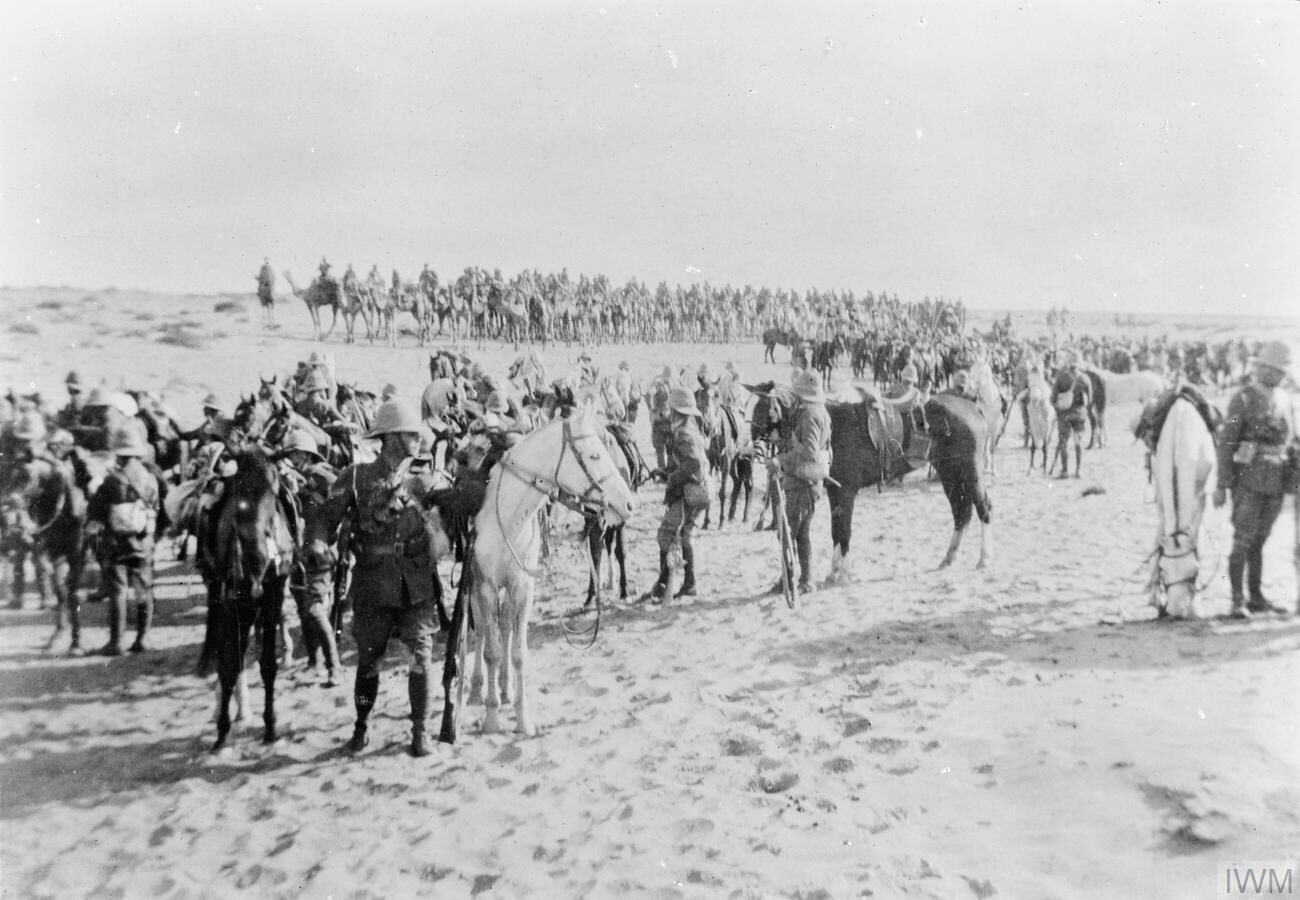
1st Hertfordshire Yeomanry and Bikanir Camel Corps on reconnaissance in Egypt on 14 February 1915

El ejército otomano mantuvo tropas avanzadas en la península del Sinaí en una línea entre El Arish y Nekhl,con fuerzas en Gaza y Beersheba. Kress von Kressenstein, el Jefe de Estado Mayor alemán de Djemal Pasha, ordenó a las unidades móviles lanzar una serie de redadas y ataques para interrumpir el tráfico en el Canal de Suez. Para el 21 de septiembre, 30,000 soldados estaban en las cercanías de Beersheba.
A principios de marzo se le pidió a Maxwell que preparara una fuerza de unos 30,000 australianos y neozelandeses para operaciones en los Dardanelos en el Fuerza Expedicionaria Mediterránea. Los desembarcos en Gallipoli el 25 de abril de 1915 comenzaron la Campaña de Gallipoli durante el cual Egipto apoyó la lucha como la base principal más cercana.

### Footnotes
1. ↑  Kress von Kressenstein claims this force left Beersheba in mid January in "two echelons." [quoted in Falls 1930 Vol. 1 p. 34]
2. ↑  The actual size of the Ottoman force Kress von Kressenstein lead across the Sinai in January 1915 is difficult to gauge from the numbers provided; 50,000 became 25,000 then 20,000 and finally between 10,000 and 12,000. Kress von Kressenstein stated the force was 20,000 strong. [quoted in Falls 1930 Vol. 1 p. 34]

### Citas
1. ↑  Falls 1930 Vol. 1 pp. 46–50
2. ↑  Bruce 2002 pp. 23–4
3. ↑  Falls 1930 Vol. 1 p. 8
4. ↑  Falls 1930 Vol. 1 p. 9
5. ↑  Falls 1930 Vol. 1 pp. 11–2
6. ↑  Falls 1930 Vol. 1 p. 11
7. ↑  Falls 1930 Vol. 1 p. 17
8. ↑  German and Ottoman sources in Falls 1930 Vol. 1 p. 34
9. ↑  Falls 1930 Vol. 1 p. 20
10. ↑  Falls 1930 Vol. 1 p. 22
11. 1 2  Falls 1930 Vol. 1 p. 24
12. ↑  Falls 1930 Vol. 1 pp. 23, 24
13. 1 2  Falls 1930 Vol. 1 p. 25
14. ↑  Falls 1930 Vol. 1 p. 31
15. ↑  Falls 1930 Vol. 1 pp. 31–2
16. ↑  Falls 1930 Vol. 1 p. 32
17. ↑  Falls 1930 Vol. 1 pp. 32–3
18. ↑  Falls 1930 Vol. 1 p. 30
19. ↑  Falls 1930 Vol. 1 pp. 29–31
20. 1 2  Erickson 2001, p. 69
21. ↑  Falls 1930 Vol. 1 p. 34
22. ↑  Erickson 2001, pp. 69–70
23. 1 2  Erickson 2001, p. 70
24. ↑  Carver 2003, p. 8
25. ↑  Wavell 1968, p. 28
26. 1 2  Powles 1922 p. 110
27. 1 2  Bruce 2002, pp. 29–30
28. ↑  Falls 1930 Vol. 1 p. 85
29. ↑  Falls 1930 Vol. 1 p. 23
30. ↑  First World War - Willmott, H.P. Dorling Kindersley, 2003, Page 87
31. ↑  Duguid 1919, p. 2
32. ↑  Falls 1930 Vol. 1 p. 29
33. 1 2  Keogh 1955, p. 21
34. ↑  Falls 1930 Vol. 1 pp. 29–30
35. ↑  Wavell 1968, p. 29
36. 1 2 3  Keogh 1955, p. 20
37. ↑  Wavell 1968, pp. 26–7
38. 1 2  German and Ottoman sources in Falls 1930 Vol. 1 p. 35
39. ↑  Carver 2003, pp.192–3
40. ↑  Fals 1930 Vol. 1 p. 37
41. 1 2 3 4  Liman von Sanders 1919, p. 60f
42. ↑  Erickson 2001, pp. 70–1
43. ↑  Falls 1930 Vol. 1 p. 38
44. ↑  Falls 1930 Vol. 1 p. 39
45. ↑  Falls 1930 Vol. 1 pp. 40–1
46. ↑  Falls 1930 Vol. 1 p. 41
47. ↑  Falls 1930 Vol. 1 pp. 41–2, note p. 42
48. ↑  Falls 1930 Vol. 1 pp. 42–3
49. ↑  Falls 1930 Vol. 1 p. 43
50. ↑  Falls 1930 Vol. 1 p. 44
51. ↑  Falls 1930 Vol. 1 p. 45
52. ↑  Falls 1930 Vol. 1 pp. 45–6
53. ↑  Bruce 2002, pp. 20–1
54. ↑  Wavell 1968, pp. 30–1
55. ↑  Carver 2003, pp. 8–9
56. ↑  Falls 1930 Vol. 1 pp. 46–7
57. ↑  Falls 1930 Vol. 1 pp. 47–8
58. ↑  Falls 1930 Vol. 1 p. 50 and note
59. ↑  Bruce 2002, pp. 23–4
60. ↑  Falls 1930 Vol. 1 pp. 48–9
61. ↑  Erickson 2001, p. 71
62. ↑  Wavell 1968, p. 33–4
63. ↑  Bruce 2002, pp. 26–7
64. ↑  Falls 1930 Vol. 1 p. 54
65. ↑  Falls 1930 Vol. 1 pp. 55–64